# Chinesische Fingerfallennaht

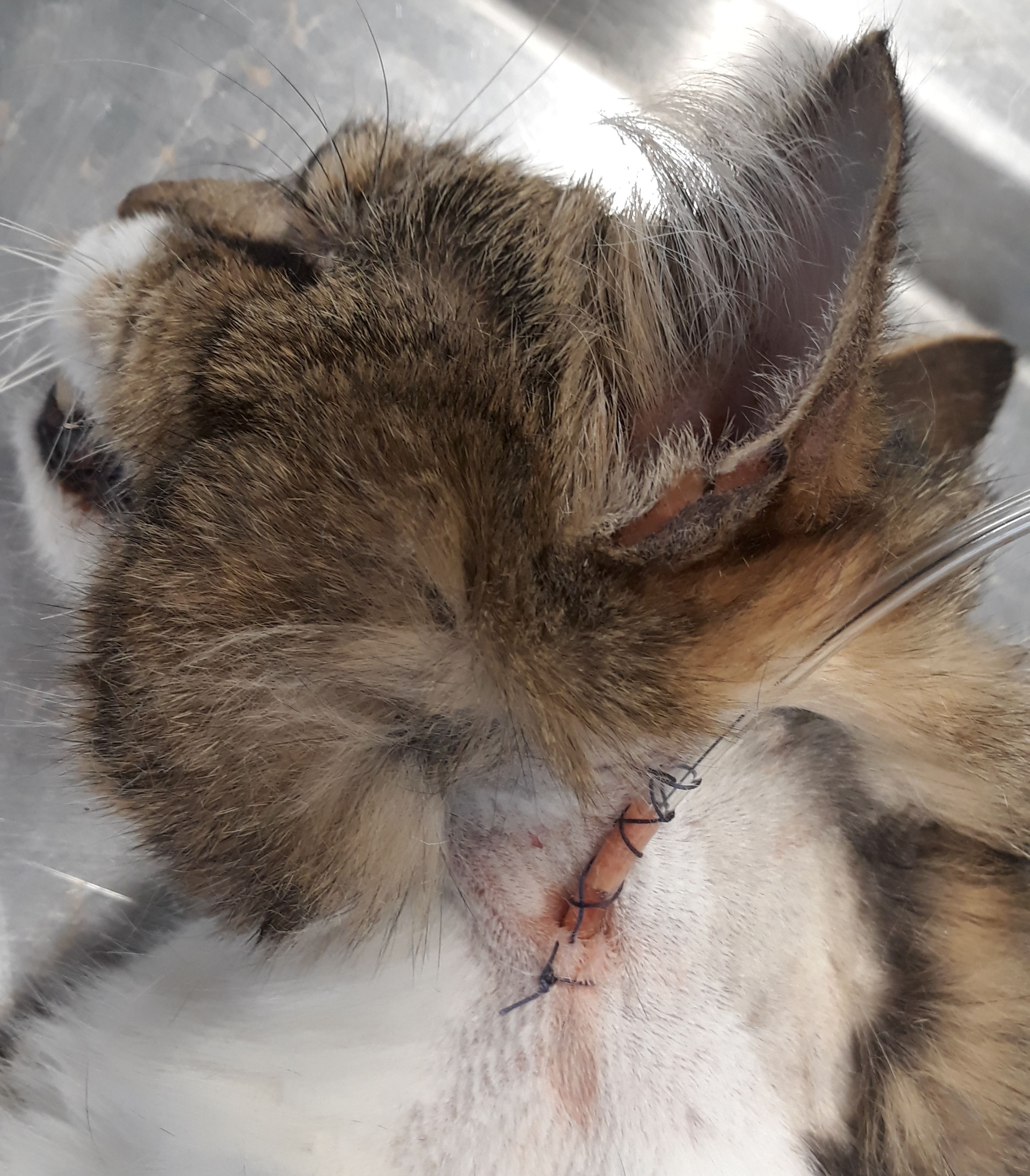
Chinesische Fingerfallennaht zur Befestigung einer Ösophagussonde bei einer Katze

Die Chinesische Fingerfallennaht (englisch Chinese finger-trap [friction] suture) ist eine Nahttechnik zur Befestigung von Ernährungssonden und Thoraxdrainagen in der Tiermedizin. Hierbei wird ein in der Haut verankerter Faden mehrfach um das aus dem Körper ragende Ende geschlungen und anschließend verknotet. Diese Naht funktioniert wie eine „chinesische Fingerfalle“ oder Extensionshülse: Beim Versuch des Herausziehens der Sonde werden die Schlaufen zusammengezogen und dadurch wird die Sonde noch fester in ihrem Lager fixiert.